# Лаура (Петрарка)
Лаура (от лат. laurus «лавр»; возможно, псевдоним), одна из версий полного имени — Лаура де Нов (фр. Laura de Noves; Laure de Noves) (1308—1348) — возлюбленная великого поэта Франческо Петрарки, которую он воспевал во множестве стихов, считающихся вершиной в развитии итальянского сонета.

## История любви Петрарки к Лауре

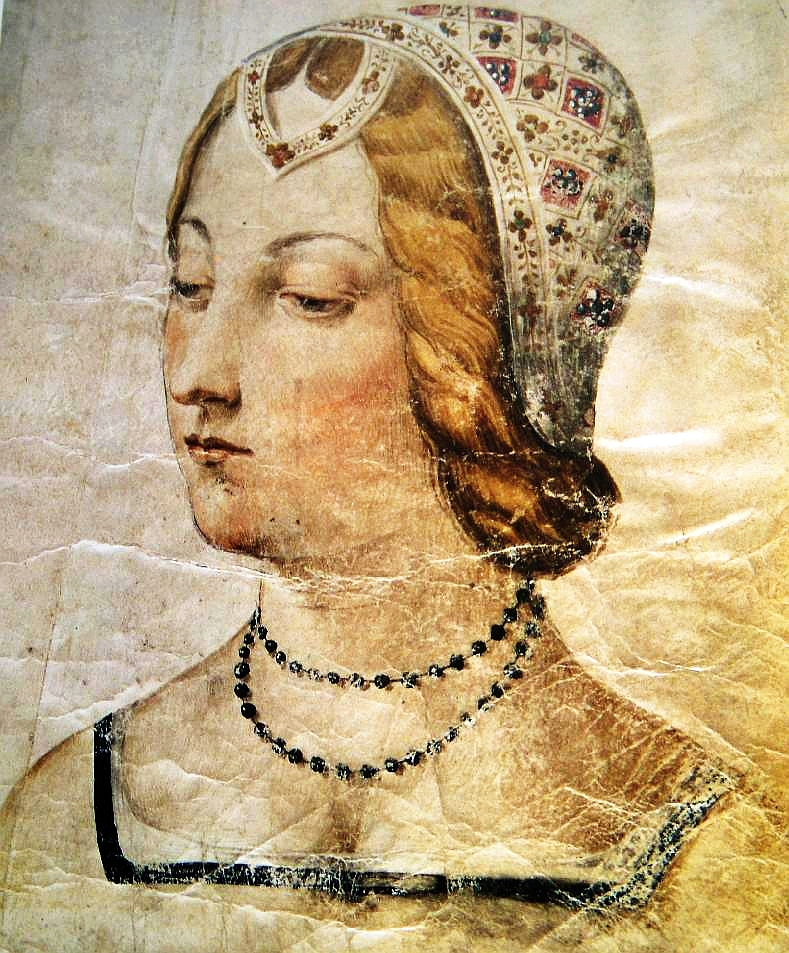
Лаура, рисунок XV века (?) Библиотека Лауренциана

Как свидетельствуют его собственные сочинения, двадцатидвухлетний Петрарка впервые увидел Лауру 6 апреля (Великая пятница) 1327 года на пасхальной мессе в несохранившейся церкви Святой Клары в Авиньоне. Петрарка сообщает, что ровно через 21 год после их знакомства она скончалась, после чего он продолжал писать о ней. Главная информация о Лауре извлекается из его собственноручной пометки на миланском экземпляре рукописи Вергилия.

«Лаура, известная своими добродетелями и долго прославляемая моими песнями, впервые предстала моим глазам на заре моей юности, в лето Господне 1327, утром 6 апреля, в соборе святой Клары, в Авиньоне. И в том же городе, также в апреле и также шестого дня того же месяца, в те же утренние часы в году 1348 покинул мир этот луч света, когда я случайно был в Вероне, увы! о судьбе своей не ведая. Горестная весть через письмо моего Людовико настигла меня в Парме того же года утром 19 мая. Это непорочное и прекрасное тело было погребено в монастыре францисканцев в тот же день вечером. Душа её, как о Сципионе Африканском говорит Сенека, возвратилась, в чем я уверен, на небо, откуда она и пришла. В память о скорбном событии, с каким-то горьким предчувствием, что не должно быть уже ничего, радующего меня в этой жизни, и что, после того как порваны эти крепчайшие сети, пора бежать из Вавилона, пишу об этом именно в том месте, которое часто стоит у меня перед глазами. И когда я взгляну на эти слова и вспомню быстро мчащиеся годы, мне будет легче, с Божьей помощью, смелой и мужественной думою, покончить с тщетными заботами минувшего, с призрачными надеждами и с их неожиданным исходом».

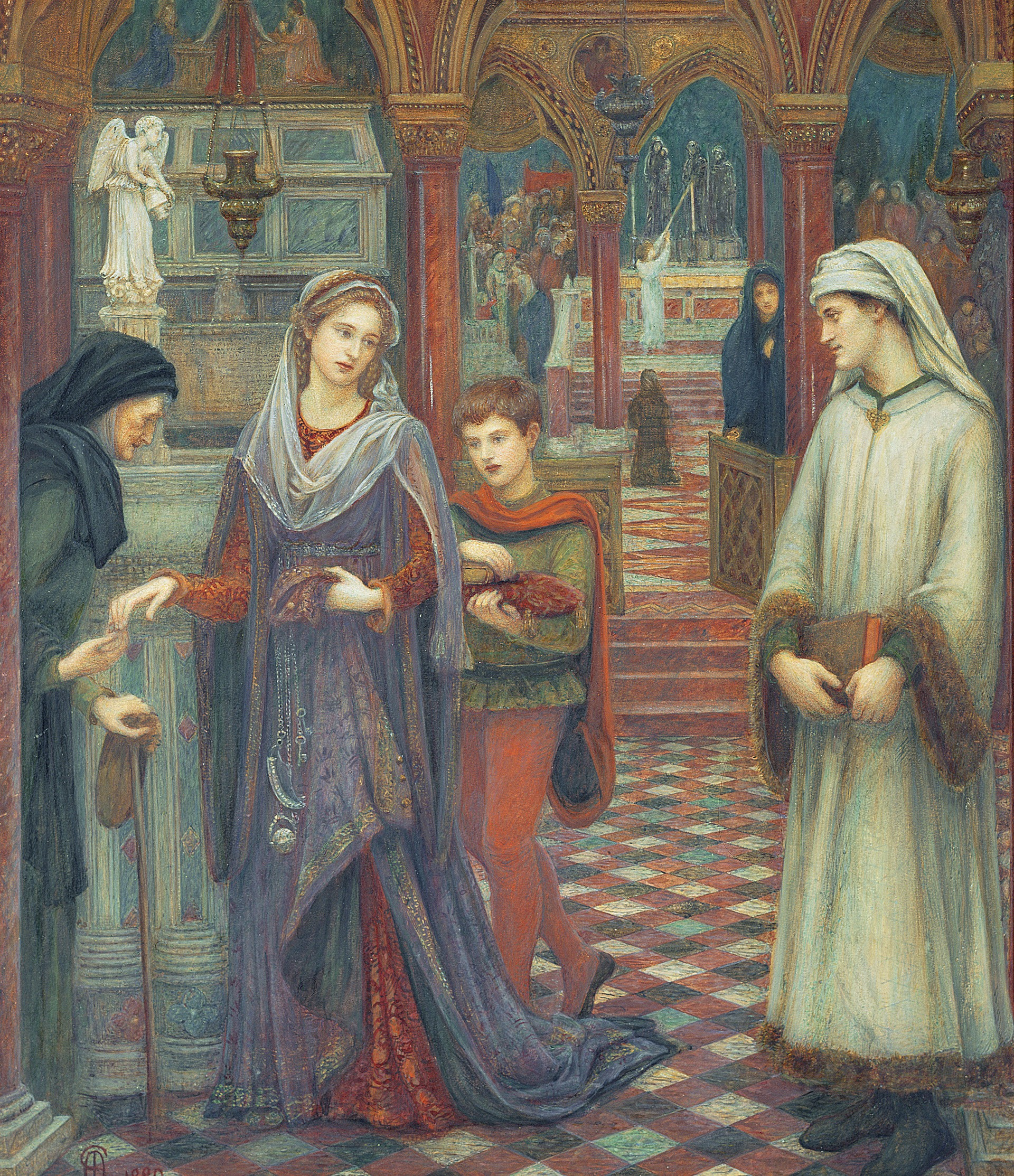
Мэри Спартали Стилман. «Первая встреча Петрарки и Лауры»

Судя по всему, она имела большую семью, была достойной супругой и рано умерла. Из стихотворных описаний, обыгрывающих её имя (например, Laura — l’aurea, то есть «золотая»), известно, что она имела золотые локоны.

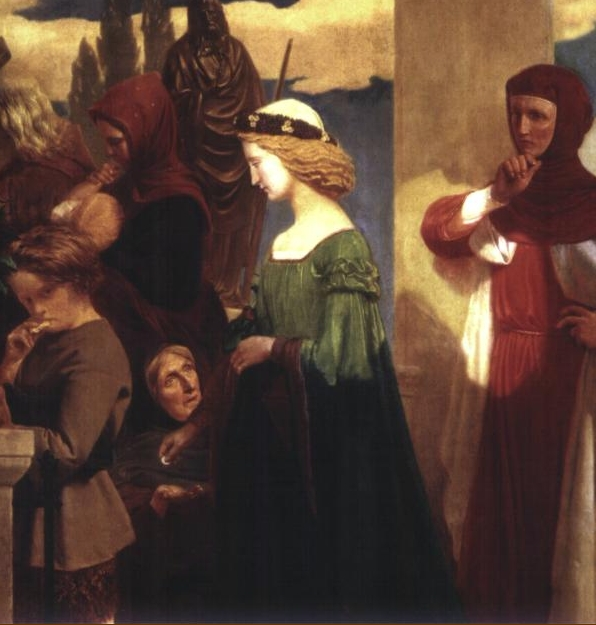
Петрарка смотрит на проходящую мимо Лауру

С момента своей первой встречи с Лаурой следующие три года Петрарка провёл в Авиньоне, воспевая свою платоническую любовь к ней и пытаясь поймать её взгляд в церкви и в других местах, где она бывала. Затем, в 1330 году, он покинул Авиньон и отправился в Ломбе (Франция), где находилось каноничество, предоставленное ему папой Бенедиктом XII. В 1337 году он вернулся и приобрёл небольшое имение в Воклюзе, чтобы всегда быть поблизости от возлюбленной. Петрарка принял духовный сан и жениться не мог, но в плотской страсти себя не ограничивал — у него было по крайней мере двое внебрачных детей от других женщин. Традиция гласит, что последний раз он её видел 27 сентября 1347 года.
От чего умерла Лаура, неизвестно, многие историки предполагают, что это была чума, так как в том году Авиньон серьёзно пострадал от неё. Но никто из присутствовавших при смерти Лауры не упоминал подходящие симптомы. Возможно, что она умерла от туберкулёза и истощения, вызванного частыми родами (считается матерью 11 детей). Ей было 40 лет. Сам Петрарка накануне своей смерти, последовавшей много лет спустя, писал: «Уже ни о чём не помышляю я, кроме неё».
Джованни Боккаччо первым усомнился в реальности Лауры, считая, что её имя употребляется аллегорически вместо лаврового венца. Вопрос, была ли петрарковская Лаура реальной, никогда не будет разрешён. При том, что Лаура постоянно присутствует в его стихах, она почти не упоминается в его письмах. В одном письме Петрарка говорит о своей прошедшей любви (К потомкам), а в другом отвергает обвинения в том, что Лаура нереальна (Familiares II, IX). В её реальности сомневались даже друзья Петрарки. Если она и существовала, неизвестно, говорил ли он с ней хоть раз, и подозревала ли она о его чувствах — ситуация, практически повторяющая историю Данте и Беатриче. Вызывает вопрос её имя — в Вергилиевом кодексе она зовётся Лауреа, всюду в других записях — Лаура, в сонетах её имя встречается в неустанной игре слов, в сочетании с золотом, лавром, воздухом: l’aureo crine — «золотые волосы», lauro — «лавр», l’aura soave — «приятное дуновение», и даже бегом времени (ит. l’ora — «час»). Относительно своей жизни Петрарка писал, что у него было два главных желания — Лаура и лавр, то есть любовь и слава. Из других его эпитетов к ней — знаменитый введённый им оксюморон «dolce nemiса» (милый враг).
Благословляю день, минуту, доли

Минуты, время года, месяц, год,

И место, и придел чудесный тот,

Где светлый взгляд обрёк меня неволе.

Благословляю сладость первой боли,

И стрел целенаправленный полёт,

И лук, что эти стрелы в сердце шлёт,

Искусного стрелка послушен воле.

Благословляю имя из имён

И голос мой, дрожавший от волненья,

Когда к любимой обращался он.

Благословляю все мои творенья

Во славу ей, и каждый вздох, и стон,

И помыслы мои — её владенья.

### Лаура в творчестве Петрарки
Вплоть до 1356 г. Петрарка ежегодно отмечал годовщину знакомства с возлюбленной написанием сонета. После смерти Лауры он воспевал её ещё 10 лет. Сборник посвящённых ей сонетов и канцон (традиционно называемый «Canzoniere») разбит издателями на 2 части:
- «На жизнь мадонны Лауры» (Rime in vita Laura), 263 сонета;
- «На смерть мадонны Лауры» (Rime in morte Laura), 103 сонета.

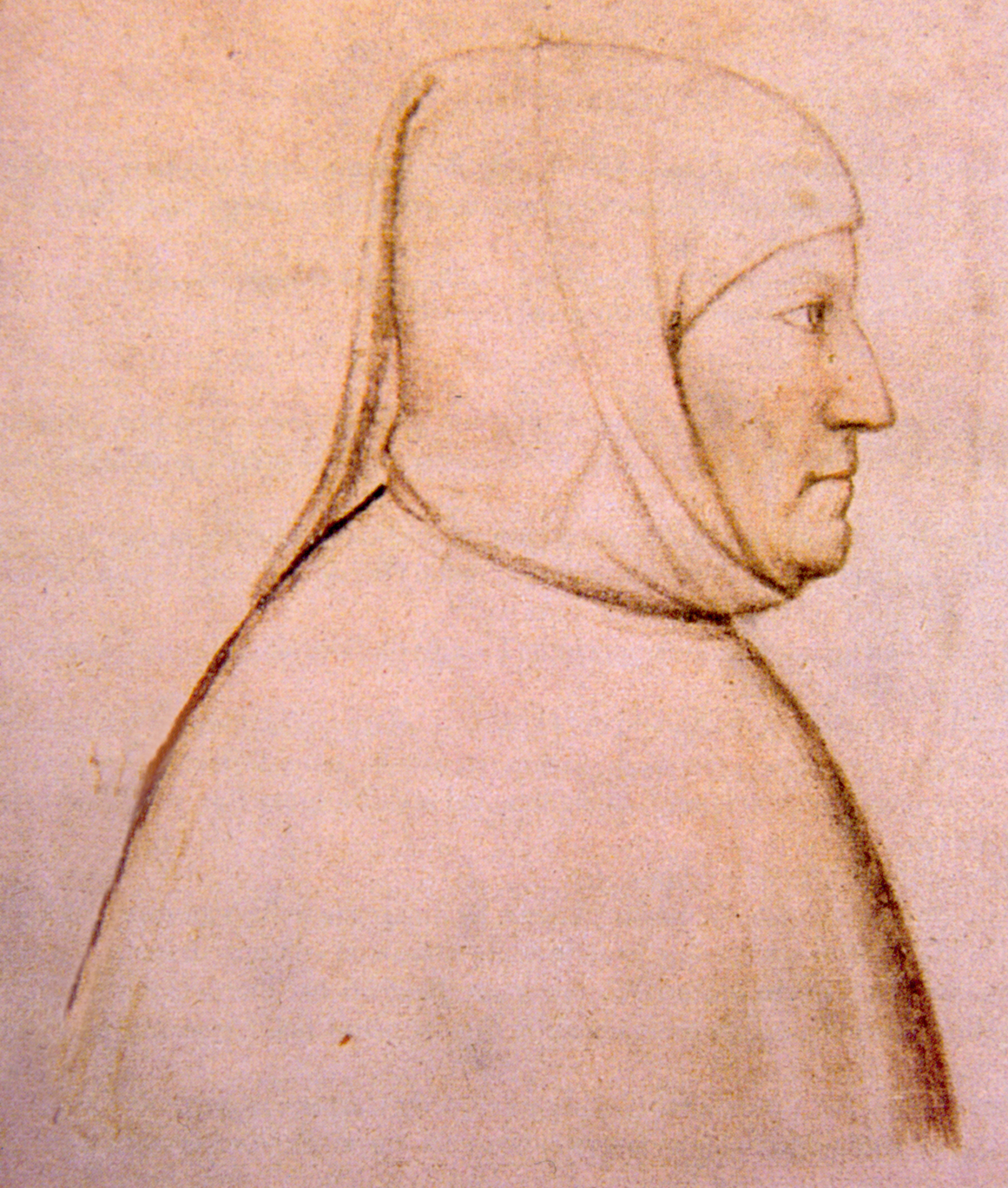
Альтикьеро да Дзевио. Портрет Петрарки

Любопытно, что, как отмечает переводчик поэта: «у Петрарки — в последнем кодексе этого (разбивки) нет, там просто вшиты чистые листы, как водораздел между Лаурой при жизни этой и Лаурой при жизни иной… Он общался с обеими, разницы большой между той и другой — старался не замечать. Похоже, что мёртвой Лауры для него не было, не могло быть. Просто была какая-то другая, но опять-таки живая».
Обе части несут в себе два разных лейтмотива: «в первом — тема Лауры-Дафны (нимфы лавра), во второй — Лаура — вожатый поэта по небесным сферам, Лаура — ангел-хранитель, направляющий помыслы поэта к высшим целям».
Canzoniere представляют собой стихи в традиции трубадуров и куртуазной любви. Но, как отмечают исследователи, «новое у Петрарки по сравнению с куртуазной поэзией позднего Средневековья — полное слияние поэтической и жизненной позиции, превращение любви из условного поэтического приёма в принцип самой жизни и чувства». Как отмечает В. В. Бибихин, «обновляющая любовь, которая у провансальцев ещё казалась (хотя уже не была) только одной темой из многих возможных для человека и поэта, — ночные встречи, предрассветные расставания, клятвы в верности, муки покинутости предполагают ведь, что какая-то жизнь всё-таки идёт своим чередом, — теперь, пройдя через стильновистов с их „диктатом Амора“ и через Данте с небесным преображением его Беатриче, у Петрарки захватывает без остатка всего человека… Он не оставляет для себя почти никакой интимной жизни вне служения донне, служения славе, служения слову, которое буквально поглощало его с годами все больше — вплоть до последней минуты, заставшей его, согласно устойчивой легенде, над книгами и бумагами. Ему нет ни в чём готовой опоры; любовь, не благоразумная „любовь к Богу“ или холодная „любовь к человеку“, а захватывающая влюблённость, — единственный узел, на котором укреплена его душа».
Здесь «нет речи о любовных отношениях. Есть лишь любовь как поклонение, мгновенно и навсегда возникшее. Поэт постоянно колеблется между надеждой и отчаянием. Это внутреннее противоречие рождает лучшие сонеты, где радость неотделима от муки, а любовь — от поэзии, ею вдохновлённой. Не во власти поэта что-либо изменить. Изменение наступает лишь со смертью Лауры. Стихи выражают отчаяние, а затем постепенное просветление печали по той, кому открылись блаженные небесные сени. Лаура во второй части сборника перестаёт быть недоступным земным божеством и превращается в небесную утешительницу поэта».
Сонеты Петрарки оказали большое влияние на рост значения итальянского языка в качестве литературного. Также они популяризовали эту форму сонетов, которая получила название петраркистского сонета.
 Повержен Лавр зеленый. Столп мой стройный!

 Обрушился. Дух обнищал и сир.

 Чем он владел, вернуть не может мир

 От Индии до Мавра. В полдень знойный

 Где тень найду, скиталец беспокойный?

 Отраду где? Где сердца гордый мир?

 Все смерть взяла. Ни злато, ни сапфир,

 Ни царский трон — мздой не были б достойной

 За дар двойной былого. Рок постиг!

 Что делать мне? Повить чело кручиной —

 И так нести тягчайшее из иг.

 Прекрасна жизнь — на вид. Но день единый, —

 Что долгих лет усильем ты воздвиг, —

 Вдруг по ветру развеет паутиной.
Воспринятый многими последующими поколениями поэтов канон петраркистского сонета включал: «все формы выражения любви a la Петрарка: многократное описание ставшего уже каноничным совершенства возлюбленной (золотых волос, глаз-звезд и т. п.), её неприступности, фатальности любви с первого взгляда, благословенности мучений неразделённого чувства, бегства в природу (леса, скалы, гроты), в которой влюблённому видятся то соответствия, то контрасты своему душевному состоянию, непременное присутствие мук, слёз, ревности, разлуки, ночей без сна или утешительных сновидений, молений о смерти, переходов от надежды к отчаянию и т. д.»
Подобно стильновистам (поэтам жанра dolce stil nuovo), Петрарка идеализирует Лауру, делает её средоточием всяких совершенств, констатирует очищающее и облагораживающее действие её красоты на его психику. Но от этого Лаура не теряет своих реальных очертаний, не становится аллегорической фигурой, бесплотным символом истины и добродетели. Она остаётся реальной прекрасной женщиной, которой поэт любуется, как художник, находя всё новые краски для описания её красоты, фиксируя то своеобразное и неповторимое, что есть в данной её позе, данной ситуации.
Через несколько лет после смерти Лауры Петрарка написал I Trionfi — религиозную аллегорию, в которой её идеализировал.
Дживелегов считал, что Лаура была реальной личностью и, вдобавок, отношения между ними были не платоническими: «Лаура не понимала по-латыни, да и не было в обычае воспевать даму сердца на языке Цицерона. Подчиняясь тому же обычаю, Петрарка скрыл истинный характер своей любви, скрыл, что то была чувственная страсть, и вслед за провансальцами и флорентийскими лириками представил себя платоническим вздыхателем, который, как Данте у своей Беатриче, ищет только приветствия и ласкового взгляда. С точки зрения учёного, итальянские стихи были чем-то очень несерьёзным; Петрарка называл их безделками (nugellae) и считал их чем-то незаконченным и незрелым (rerum vulgarium fragmenta). Но эти безделки ему дороги: он их тщательно собирает, и рукопись, переписанную начисто, хранит почти так же заботливо, как и свои латинские произведения. И чутьё его не обмануло. Латинские произведения Петрарки уже стали забываться, когда — это было в конце XV века — начали усиленно подражать его сонетам и канцонам. Латинские произведения его теперь давно забыты, а сонеты и канцоны заучивают в школах наизусть». Учёный отмечает, что любовь к Лауре в итальянских произведениях приукрашена по старому рецепту трубадуров, а в латинских обнаруживается её настоящий характер.

### Изображения Лауры

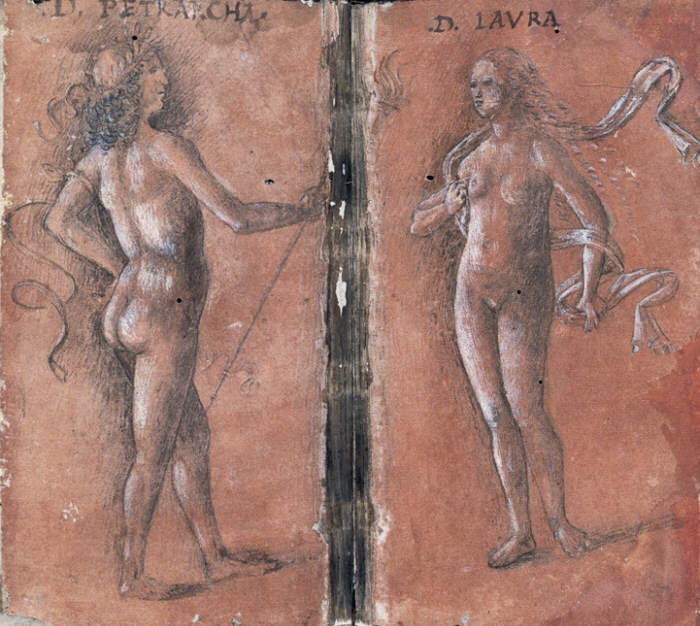
Лаура (в образе Венеры) и Петрарка. Рисунок, ок. 1444 г.

Из сочинений Петрарки известно, что портрет Лауры для него выполнил знаменитый живописец Симоне Мартини, работавший тогда в Авиньоне при папском дворе. Это был не живописный портрет, а рисунок, может быть, подцвеченный. Об этом портрете и своей благодарности художнику Петрарка упоминает как минимум в двух сонетах.
Судя по диалогам «О презрении к миру», Петрарка возил его с собой, подобно тому, как его современники возили с собой складные иконы — что являлось новшеством. Это не сохранившееся изображение входит в число первых самостоятельных портретных изображений Нового Времени.
Упоминается также, что несколькими десятилетиями позже королева Джованна I Неаполитанская заказала фрески в часовню Санта Мария Инкороната, построенную в 1360-73 гг. На сводах изображены 7 таинств и Триумф Церкви, эти росписи были осуществлены одним из учеников Амброджо Лоренцетти. Утверждают, что среди персонажей учёные смогли идентифицировать портреты короля Роберта Анжуйского, его внучки королевы Джованны, а также Петрарки и Лауры, помогающей ему в крещении его внебрачного сына Джованни.
В следующем веке Джованни ди Сер Джованни (1406—1486) написал по сюжету «Триумфов» Петрарки темперой на дереве картину «Триумф Любви», представив там Лауру и Петрарку (Флоренция, Museo di Palazzo Davanzati).
Франческо Лаурана (1430—1502) изготовил "посмертную маску" Лауры (Музей Гране, Экс-а-Прованс).
Самый знаменитый портрет Лауры принадлежал семье де Сад, он стал основной обширной иконографической серии начиная с XVII века, после того, как Ришар де Сад подарил копию Франческо Барберини в 1636 году. Вопреки своей славе, это изображение является ренессансной подделкой — воображаемым портретом.

## Лаура де Нов, в супружестве де Сад

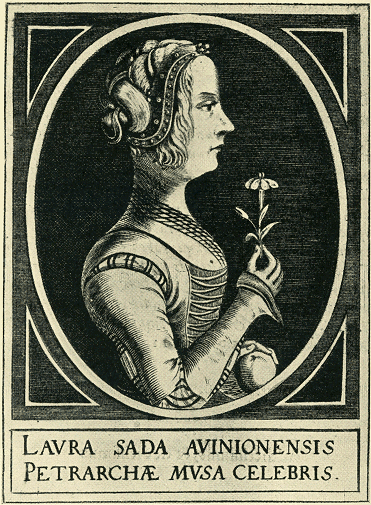
Поздний портрет Лауры, с надписью «Лаура Сад Авиньонка, знаменитая муза Петрарки»

Хотя вопрос о том, была ли петрарковская Лаура реальной личностью, окончательно не решён, из нескольких исторических Лаур, предлагаемых в кандидатки, наиболее распространённой является дама  из семьи де Нов. Реальная, по утверждению семьи, обнаружившей эту женщину в своей родословной, Лаура де Нов (французский вариант её имени — Лор) была супругой графа Гуго II де Сада (фр. Hugues II de Sade), предка маркиза де Сада. Соответствие данной исторической личности персонажу лирики Петрарки окончательно до сих пор не доказано.

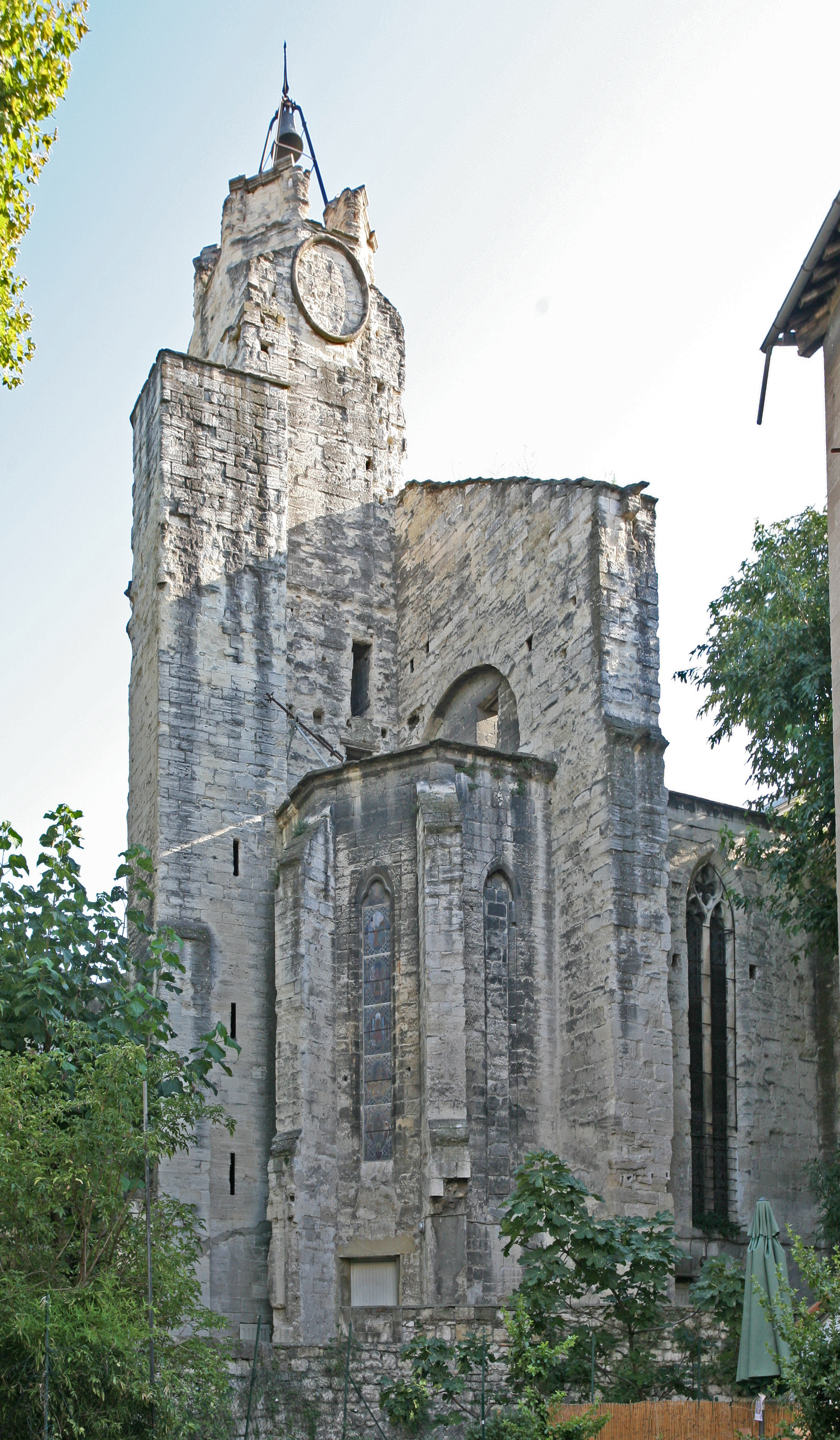
Chapelle des Cordeliers

Лаура де Нов была дочерью рыцаря Одибера де Нов (Audibert de Noves), сына Павла, и его жены Эрмессенды де Реал (Ermessenda de Réal). В семье было ещё двое детей — сын Жан и младшая сестра Маргарита. Одибер де Нов умер около 1320 года, оставив Лауре значительное приданое в размере 6000 турских ливров. Лаура вышла замуж 16 января 1325 года, в возрасте 15 лет, брачный контракт подписан нотариусом Раймоном Фогассе (Raymond Fogasse). В браке она родила 11 детей. Известно, что Лаура, под влиянием своей тётки Эньенетты Гантельми де Романиль, заинтересовалась литературой и была участницей авиньонского «Двора любви», организованного графиней Этьенеттой Прованской и виконтессой Алази Авиньонской.
Поскольку Лаура была женой Гуго де Сада, её  скорее всего похоронили в семейной капелле рода де Сад — Chapelle des Cordeliers (ул. Красильщиков — rue des Teinturiers) — часовне Святого креста, расположенном при церкви братьев миноритов. Лионский гуманист и поэт Морис Сэв указывал, что в 1532 году он видел там надгробный камень, украшенный фамильным гербом с «двумя переплетёнными лавровыми ветвями над крестом и геральдической розой». Вскрыв могилу, он обнаружил там свинцовую коробку, в которой находилась медаль, изображающая женщину, раздирающую себе грудь, и сонет Петрарки. Несколько месяцев спустя, в августе 1533 года король Франциск I также посетил эту могилу, бдел в часовне и написал стихи, которые оставались над её могилой.
Через 7 месяцев после смерти Лауры её муж женился на Верден де Трантливр (Verdaine de Trentelivres), родившей ему ещё шестерых детей. Имена 11 детей Лауры: Paul, Audebert, Hugues III, Pierre, Jacques, Joannet, Philippe, Augière, Ermessende, Marguerite, Garsende. Маркиз де Сад считается возможным потомком Лауры через её  сына Гуго III.

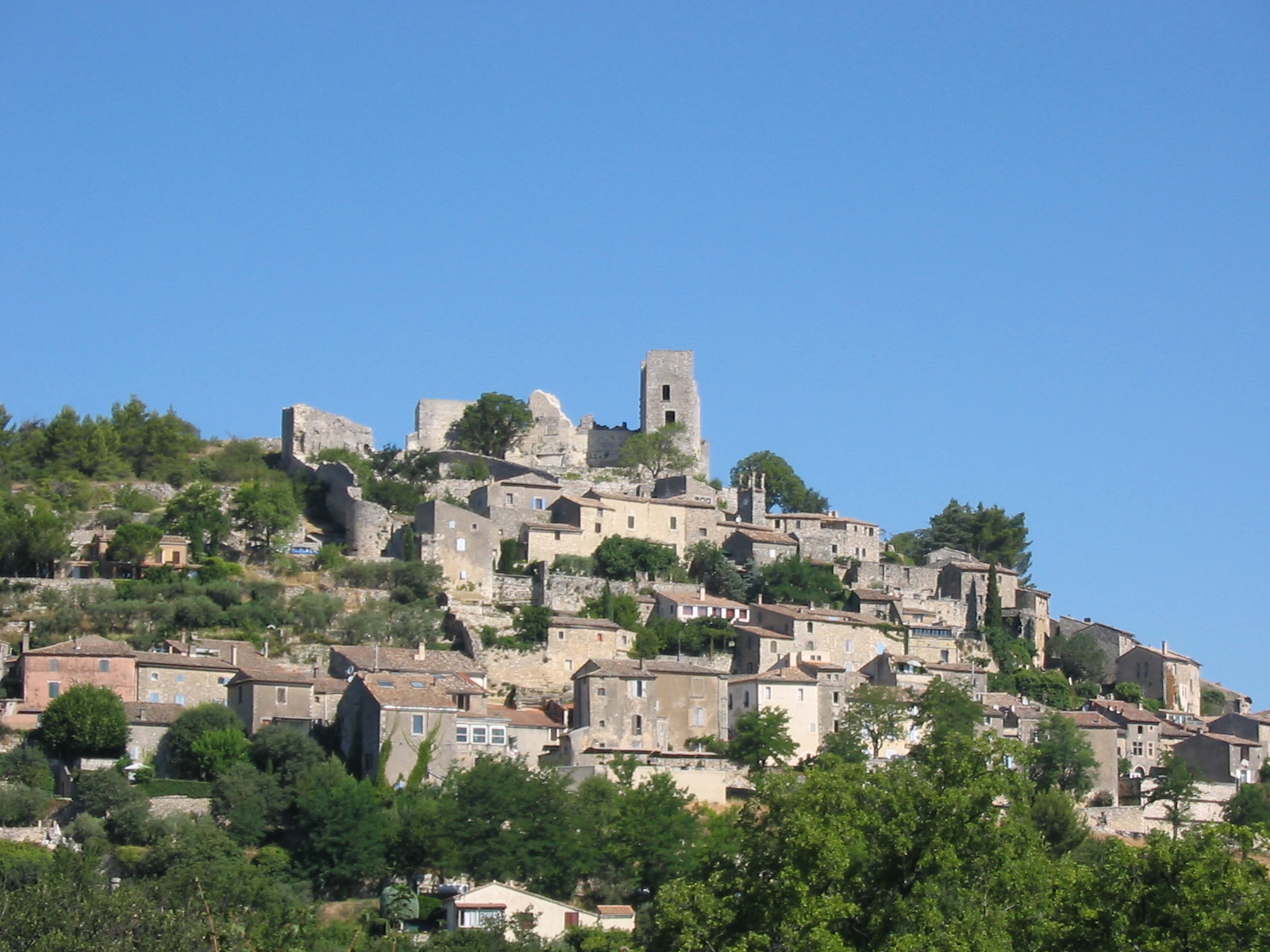
Замок Ла-Косте, ныне разрушенный — фамильное владение де Садов и вероятное нынешнее пристанище останков Лауры де Нов

Семья де Садов серьёзно занималась образом Лауры, иметь которую в предках было бы большой честью, искала её могилу и заказывала портреты. Биограф знаменитого маркиза де Сада пишет об этом: «В вопросе, действительно ли Лаура де Сад являлась Лаурой Петрарки, не обошлось без дебатов, хотя семья Садов никогда не сомневалась в этом. Дядя маркиза аббат де Сад, друг и корреспондент Вольтера, посвятил себя изучению жизни своей предшественницы и её поклонника. Результатом его литературного энтузиазма стали „Мемуары из жизни Франческо Петрарки“, увидевшие свет в 1764—1767 году. Маркиз де Сад, утешением которому в его длительном заточении служили явления Лауры во сне, испытывал к ней аналогичную привязанность. В 1792 году, когда повстанцы разрушили церковь в Авиньоне, он сумел распорядиться, чтобы её останки перенесли к месту успокоения под замком в Ла-Косте».

## Влияние на культуру
- Лаура Баттиферри, ренессансная поэтесса и тёзка Лауры, сконструировала на основе своего имени образ лавра — нимфы Дафны, одновременно назначив себя наследницей тосканца Петрарки. На портрете изображена с томиком стихов Петрарки, заложив пальцем сонет к Лауре.
- Байрон писал в «Дон Жуане»: «Неужели вы думаете, что, будь Лаура женой Петрарки, он бы всю жизнь писал сонеты?»[22]; это изречение впоследствии цитировал Андре Моруа[23]. К этому мнению присоединялся Карамзин: «Любовь не терпит принуждения, одно слово — и всё блаженство исчезнет! Мог ли бы Петрарка в узах брака любить свою Лауру так пламенно? Ах нет! Воображение его не произвело бы ни одного из тех нежных сонетов, которыми я восхищаюсь»[24]. Игорь Губерман повторяет это в своих гариках: «А Байрон прав, заметив хмуро, / Что мир обязан, как подарку, / Тому, что некогда Лаура / Не вышла замуж за Петрарку».
- Иван Бунин — рассказ «Прекраснейшая солнца».
- «А. М. Янушкевичу, разделившему со мной ветку кипарисовую с могилы Лауры» — стихотворение А. И. Одоевского — было написано в сибирской ссылке, когда он получил эту ветку в подарок от бывавшего в Италии А. М. Янушкевича.
- В честь Лауры назван астероид (467) Лаура, открытый в 1901 году.